# دیوید اگودو
دیوید اگودو (انگلیسی: David Agudo؛ زادهٔ ۱۲ نوامبر ۱۹۸۸) بازیکن فوتبال اهل اسپانیا است.
از باشگاه‌هایی که در آن بازی کرده‌است می‌توان به باشگاه فوتبال رئال بتیس اشاره کرد.